# Lijst van kamermuziekwerken van Dietrich Buxtehude
Deze lijst bevat de kamermuziekwerken van de Deens-Duitse componist Dietrich Buxtehude oplopend naar het BuxWV-nummer.

## Kamermuziek
- BuxWV 252 — Sonate in F majeur voor viool, viola da gamba en basso continuo
- BuxWV 253 — Sonate in G majeur voor viool, viola da gamba en basso continuo
- BuxWV 254 — Sonate in a mineur voor viool, viola da gamba en basso continuo
- BuxWV 255 — Sonate in Bes majeur voor viool, viola da gamba en basso continuo
- BuxWV 256 — Sonate in C majeur voor viool, viola da gamba en basso continuo
- BuxWV 257 — Sonate in d mineur voor viool, viola da gamba en basso continuo
- BuxWV 258 — Sonate in e mineur voor viool, viola da gamba en basso continuo
- BuxWV 259 — Sonate in Bes majeur voor viool, viola da gamba en basso continuo
- BuxWV 260 — Sonate in D majeur voor viool, viola da gamba en basso continuo
- BuxWV 261 — Sonate in g mineur voor viool, viola da gamba en basso continuo
- BuxWV 262 — Sonate in c mineur voor viool, viola da gamba en basso continuo
- BuxWV 263 — Sonate in A majeur voor viool, viola da gamba en basso continuo
- BuxWV 264 — Sonate in E majeur voor viool, viola da gamba en basso continuo
- BuxWV 265 — Sonate in F majeur voor viool, viola da gamba en basso continuo
- BuxWV 266 — Sonate in C majeur major voor 2 violen, viola da gamba en basso continuo
- BuxWV 267 — Sonate in D majeur voor viola da gamba, cello en basso continuo
- BuxWV 268 — Sonate in D majeur voor viool, viola da gamba en basso continuo
- BuxWV 269 — Sonate in F majeur major voor 2 violen, viola da gamba en basso continuo
- BuxWV 270 — Sonate in F majeur voor 2 violen en basso continuo (fragment)
- BuxWV 271 — Sonate in G majeur voor 2 violen, viola da gamba en basso continuo
- BuxWV 272 — Sonate in a mineur voor viool, viola da gamba en basso continuo
- BuxWV 273 — Sonate in Bes majeur voor viool, viola da gamba en basso continuo
- BuxWV 274 — Sonate (verloren gegaan)
- BuxWV 275 — Sonate (verloren gegaan)